# Semipelagianisme
El semipelagianisme és un corrent cristià que intenta conciliar les idees del pelagianisme amb la teologia més ortodoxa o acceptada. La doctrina fou fundada per Joan Cassià i refutada des dels inicis per la filosofia cristiana, com per exemple en les obres d'Agustí d'Hipona. Va triomfar a l'església dels gals i francs i va tornar a emprar-se el terme (si bé de manera despectiva) al renaixement.
La seva idea principal és que l'ésser humà té forces per ell mateix per acostar-se a la salvació però que aquesta només es pot assolir per la voluntat divina, allunyant-se així de l'heretgia pelagiana. Suposa, per tant, un equilibri entre la predestinació i el lliure albir total pel que fa al destí de l'home després de la mort.